# بضع الوتر
بضع الوتر أو قطع الوتر (بالإنجليزية: Tenotomy)‏ هو إجراء جراحي يتضمن قطع الوتر. عندما يتضمن وتر أخيل يُسمى الإجراء "بضع العرقوب"، ويستخدم بضع العرقوب كجزء من طريقة بونسيتي لعلاج حنف القدم.
يُستخدم بضع الوتر في علاج الشلل الدماغي،
```
كما يُستخدم مع 
إصبع القدم المطرقية
.
[
4
]
```